# Peaches (gruppo musicale svedese)
Le Peaches erano un duo musicale svedese attivo nei primi anni 2000 e formato da Isabelle Erkendal e Tåve Wanning.

## Storia
Isabelle Erkendal, di 11 anni, e Tåve Wanning, di 8 anni, si sono incontrate a un'audizione nel 2000 e hanno deciso di creare un duo musicale. Dopo aver trovato il produttore Johan Fjellström della Empire Music Production, hanno ottenuto un contratto discografico con la Lollipop Records.
Sono salite alla ribalta nell'autunno del 2001 con il loro singolo di debutto Rosa helikopter, che ha raggiunto la 3ª posizione nella classifica norvegese e la 7ª in quella svedese. Il singolo è stato certificato disco di platino dalla IFPI Norge con oltre 10 000 copie vendute a livello nazionale e disco d'oro dalla IFPI Sverige per i 15 000 dischi venduti in Svezia. Hanno continuato a godere di successo in madrepatria, piazzando altri quattro singoli nella Sverigetopplistan (fra cui Dynamit nitroglycerin baby, il singolo di lancio per il loro secondo album del 2003), prima di separarsi nel 2005. Isabelle Erkendal è successivamente entrata a far parte del gruppo West End Girls. Il duo si è riunito in occasione del LAN party The Gathering nel 2012.

## Discografia

### Album in studio
- 2001 – Rosa helikopter
- 2003 – Fritt fall

### EP
- 2002 – Tomten jag vill ha en riktig jul

### Singoli
- 2001 – Rosa helikopter
- 2001 – Skateboard
- 2002 – Vi rymmer bara du och jag
- 2003 – Dynamit nitroglycerin baby
- 2003 – Sköna gröna sommartid
- 2003 – Ut i natten
- 2003 – Daddy Cool (con Howard)